# Alberto Curci
Alberto Curci (Napoli, 5 dicembre 1886 – Napoli, 2 giugno 1973) è stato un violinista e compositore italiano attivo anche come editore e come paroliere con lo pseudonimo Devilli.

## Biografia
Nipote di Francesco Curci, fondatore delle Edizioni musicali Curci, iniziò in giovane età lo studio del violino; fu allievo del violinista Angelo Fermi al conservatorio di Napoli. Diplomatosi nel 1904, ebbe l'opportunità l'anno successivo di recarsi a Berlino per perfezionarsi con Joseph Joachim. Completata La formazione con Joachim iniziò subito la carriera concertistica, apparendo nei teatri berlinesi già nel 1906 poi a Colonia e in molte altre città tedesche. Dal 1908 fu invitato più volte ad esibirsi in Scandinavia e nel 1909, in occasione del centenario di Mendelssohn, venne invitato a suonare il suo Concerto in varie città tedesche. L'attività in Germania fu molto intensa, coronata a Berlino con attività di musica da camera e l'esecuzione del Concerto di Beethoven. Intorno al 1910 fu invitato a Praga dal circolo di celebri violinisti intitolato al violinista boemo Otakar Ševčík. Allo scoppio della prima guerra mondiale Curci dovette rientrare in Italia e, richiamato alle armi, tenne una serie di concerti per le truppe italiane al fronte. Nel 1916 gli venne offerta dal direttore del conservatorio di Napoli la cattedra di violino, carica che Curci tenne con onore per il resto della vita. Nel 1918, finita la guerra, intraprese una lunga tournée di concerti in Europa, nelle Indie Olandesi e in Oriente con il pianista Luigi La Volpe.
Curci tornò definitivamente in Italia e nel 1919 fondò a Napoli, insieme con il fratello Alfredo e Oreste de Rubertis la società "Amici della musica", dove si esibirono gli interpreti tra i più prestigiosi del concertismo internazionale: Wilhelm Backhaus, Edwin Fischer, Walter Gieseking, Alfred Cortot, Arthur Rubinstein, Rudolf Serkin, Franz von Vecsey, Artur Schnabel, Jascha Heifetz, Adolf Busch, Fritz Kreisler, Gaspar Cassadò e naturalmente molti interpreti italiani.
Dopo la guerra iniziò a dedicarsi alla carriera di compositore di opere prevalentemente didattiche, continuando ad insegnare al Conservatorio, e affiancando la carriera editoriale. Stabilita la propria sede a Napoli, Curci diede vita a diverse iniziative editoriali in collaborazione con altri colleghi: musica contemporanea, grandi collezioni di musica classica, repertorio didattico, revisioni di autori classici e romantici. Pubblicò monografie e opere teoriche italiane e straniere, alcune delle quali tradotte dal tedesco e dal francese dallo stesso Curci. Presso il Conservatorio, in un quarantennio formò numerosi allievi attivi in ambito didattico e concertistico tra i quali Aldo Pavanelli e Angelo Gaudino. Dal 1966 diede vita alla "Fondazione Curci" con l'intento di incentivare l'attività musicale mediante l'assegnazione di borse di studio. Dal 1947 al 1973 è stato direttore responsabile del periodico “Rassagna musicale Curci”. È mancato a Napoli il 2 giugno 1973.
Dal 1938, anno della scomparsa del padre Pasquale Curci, si occupò insieme ai due fratelli Giuseppe e Alfredo, dell'azienda editoriale di famiglia (il quarto fratello, Arturo, preferì invece dedicarsi alla professione di medico).

## Composizioni
Selezione
- Concertino per violino e pianoforte, 1935
- Ciarda per violino e pianoforte, 1942
- Le Filatrici (piccolo moto perpetuo) per violino e pianoforte, 1942
- Sognando un valzer (Un piccolo pezzo) per violino e pianoforte, 1942
- Concerto romantico op. 21, riduzione per violino e pianoforte, 1944
- Mazurca brillante per violino e pianoforte op. 26, 1946
- Piccola suite per violino e pianoforte, 1951
- Mattinata andalusa per violino e pianoforte, 1951
- Tarantella per violino e pianoforte, 1951
- Pastorale pezzo caratteristico per violino e pianoforte, 1952
- Polacca per violino e pianoforte, 1953
- Il violino magico, Strenna per I Piccoli violinisti. 6 celebri melodie trascritte per violino. 1 posiz., per violino e pianoforte, 1957
- Secondo concerto op. 30, riduzione per violino e pianoforte, 1963
- Terzo concerto op. 33; riduzione per violino e pianoforte, 1966
- Suite italiana in stile antico per violino e orchestra op. 34, 1966

## Opere didattiche
Selezione
- L'arco e le basi della sua tecnica, Berlin, Pedagogischen Verlag, c1914
- 50 studietti melodici e progressivi per violino, op. 22 (da adoperarsi come supplemento a qualunque metodo elementare), Milano, Curci, 1944
- 24 Studi [in prima posizione] op 23 (da adoperarsi come supplemento a qualunque metodo elementare), Milano, Curci, 1946
- 20 studi speciali per violino (nell'ambito della prima posizione), op. 24, Milano, Curci, 1947
- La tecnica elementare delle scale e degli arpeggi per violino, Milano, Curci, 1949
- Tecnica fondamentale del violino in cinque volumi: Parte prima; Parte seconda; Parte terza; Parte quarta; Posizioni e cambiamenti di posizioni (1952-58)
- Nozioni elementari di teoria musicale (esposte in forma chiara e graduale per iniziare lo studio della musica), Milano, Curci, 1952
- Posizioni e cambiamenti di posizioni, Milano, Curci, 1958
- 26 Studi di cambiamenti delle posizioni per violino, ed. Curci
- Ricreazioni violinistiche, 10 pezzi melodici e progressiv per violino e pianoforte, Milano, Curci, s.d.
- P. Bona, Metodo completo per la divisione, Nozioni elementari di teoria musicale […], di Alberto Curci, Milano, Curci, 1944

## Traduzioni di Alberto Curci
- Carl Flesch, Die Kunst des Violinspiels, 1923; tr. it. L'arte del violino (versione italiana autorizzata dall'autore), Napoli, Curci, 1928 (volume primo; 1a ed); Milano, Curci, 1953 (volume primo, 2ª ed.)
- Carl Flesch, Alta scuola di diteggiatura violinistica, Milano, Curci, 1960; 1ª edizione mondiale
- Carl Flesch, Das Klangproblem im Geigenspiel, Berlin: Ries & Erler, 1931; tr. it. Il problema del suono sul violino (versione e prefazione di Alberto Curci), Milano, Curci, 1932 (?)
- Joseph Szigeti, Beethovens Violinwerke: Hinweise für Interpreten und Hörer, 1965; tr. it. Le opere per violino di Beethoven, indicazioni per interpreti e auditori, Milano Curci, 1969 (1ª ed.)
- Joseph Szigeti, A violinist's notebook: 200 music examples with notes for practice and performance, London, 1964; tr. it. Appunti di un violinista: 200 esempi musicali con indicazioni pratiche per l'esecuzione, con traduzione in francese [versione francese a cura di Raymond Gallois-Montbrun], Milano, Curci, 1973 (1ª ed.)
- Alfred Cortot, Aspects de Chopin, Paris, 1949; tr. it. Alcuni aspetti di Chopin (versione italiana di Alberto Curci), Milano, Curci, 1950
- Alfred Cortot, Cours d’interprétation; recueilli et rédigé par Jeanne Thieffry, 1934 (2a Edition); tr. it. Corso d'interpretazione, Milano, Curci, 1939 (1ª ed.)